# David Davidyan
David Davidyan (Nizhni Nóvgorod, 14 de diciembre de 1997) es un futbolista ruso, nacionalizado armenio, que juega en la demarcación de centrocampista para el FC Pyunik de la Liga Premier de Armenia.

## Selección nacional
Hizo su debut con la selección de fútbol de Armenia en un partido amistoso contra Chipre que finalizó con un resultado de empate a dos tras los goles de Andreas Karo y Dimitris Hristofi para Chipre, y un doblete de Grant-Leon Ranos para Armenia.

## Clubes
| Club                 | País    | Año       | Partidos | Goles |
| -------------------- | ------- | --------- | -------- | ----- |
| FC Nosta Novotroitsk | Rusia   | 2016-2017 | 23       | 2     |
| FC Ararat Moscú      | Rusia   | 2017-2018 | 14       | 4     |
| FC Ararat-Armenia    | Armenia | 2018-2019 | 3        | 0     |
| FC Ararat Yerevan    | Armenia | 2019-2020 | 20       | 1     |
| FC Alashkert         | Rusia   | 2020-2021 | 30       | 7     |
| FC Khimki            | Rusia   | 2021-2022 | 6        | 0     |
| FC Pyunik (cedido)   | Armenia | 2022-     | 68       | 2     |

## Palmarés

### Títulos nacionales
| Título                  | Club            | País    | Año  |
| ----------------------- | --------------- | ------- | ---- |
| Liga Premier de Armenia | F. C. Alashkert | Armenia | 2021 |
| Liga Premier de Armenia | F. C. Pyunik    | Armenia | 2024 |